# Муравьёв, Владимир Леонидович
Граф Владимир Леонидович Муравьёв (1861—1940) — русский и советский художник-пейзажист, обращавшийся в своём творчестве, преимущественно, к теме охоты. Муж актрисы Веры Комиссаржевской, а затем её сестры Надежды.

## Биография
Родился 28 мая (9 июня) 1861 года в семье герольдмейстера графа Леонида Михайловича Муравьева и его второй жены Софьи Николаевны Оржицкой — внук графа Михаила Николаевича Муравьёва-Виленского, брат российского государственного деятеля начала XX века Николая Леонидовича Муравьёва.
В 1881 году бросил обучение в Пажеском корпусе и записался вольноприходящим учеником в Петербургскую Академию художеств, где посещал пейзажный класс, под формальным руководством уже больного к тому времени М. К. Клодта. Был вынужден самостоятельно искать себе учителей, в связи с чем, возможно, посещал занятия К. Я. Крыжицкого.
Состоял членом Санкт-Петербургского (Петроградского) общества художников и Общества русских акварелистов. Работал как пейзажист, анималист. Принимал активное участие в академических выставках, а в 1893 году провёл персональную выставку в Петербурге.
После Октябрьской революции жил в Ростове-на-Дону, страдал алкоголизмом. С 1922 года состоял художником в драматическом театре Ростова-на-Дону. Участвовал в выставках общества Ростово-Нахичеванских-на-Дону художников (1928, 1938). Умер в 1940 году.

## Личная жизнь
В 1883 году женился на Вере Комиссаржевской, но спустя три года, после того как жена узнала о его измене с её сестрой Надеждой, развёлся.
Брак с Надеждой Комиссаржевской продолжался пять лет и также закончился разводом в 1890 году; у них родилась дочь Елена.

## Галерея

Некоторые работы
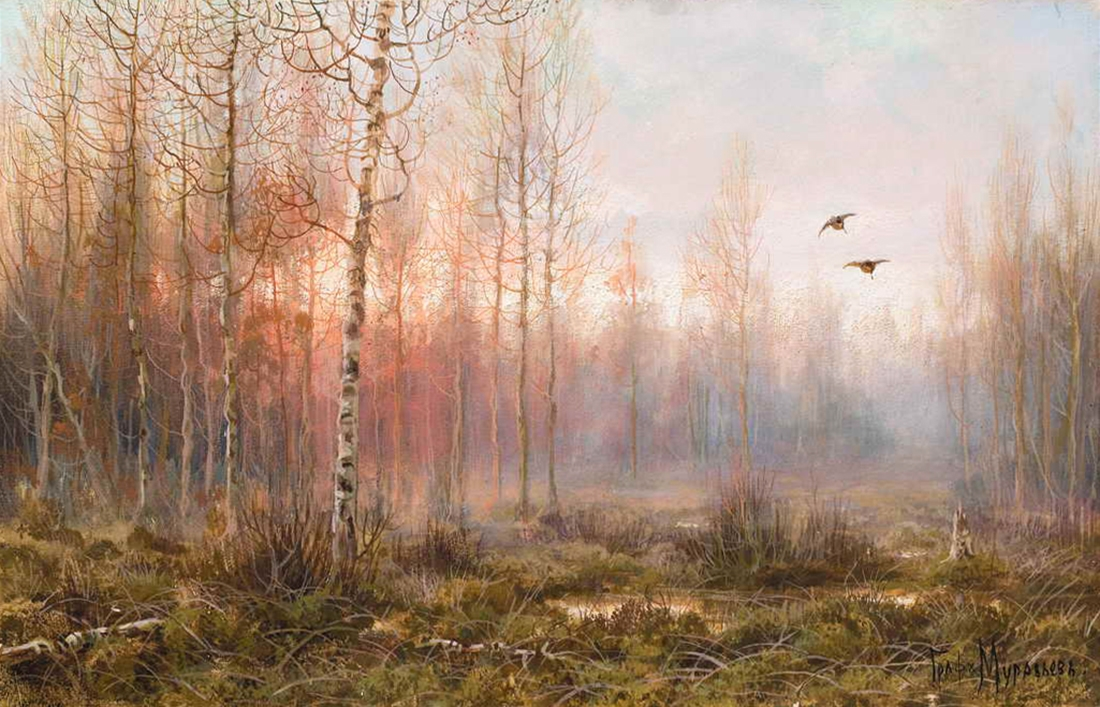
Тяга вальдшнепов
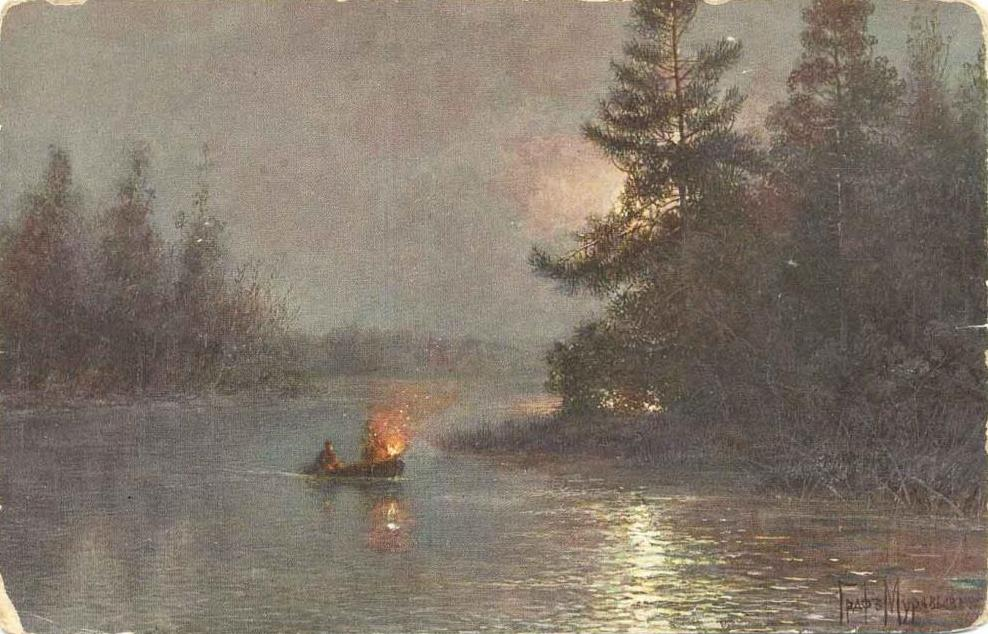
Лучение рыбы
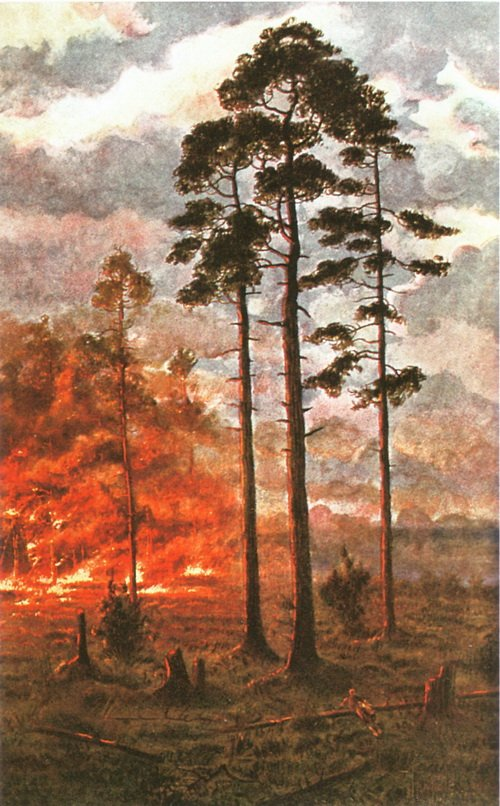
Лесной пожар
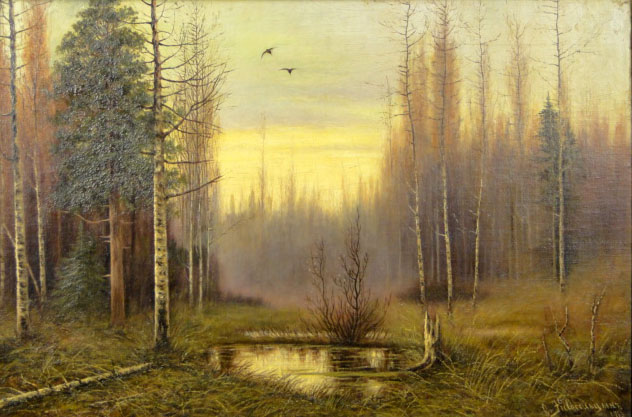
Пейзаж
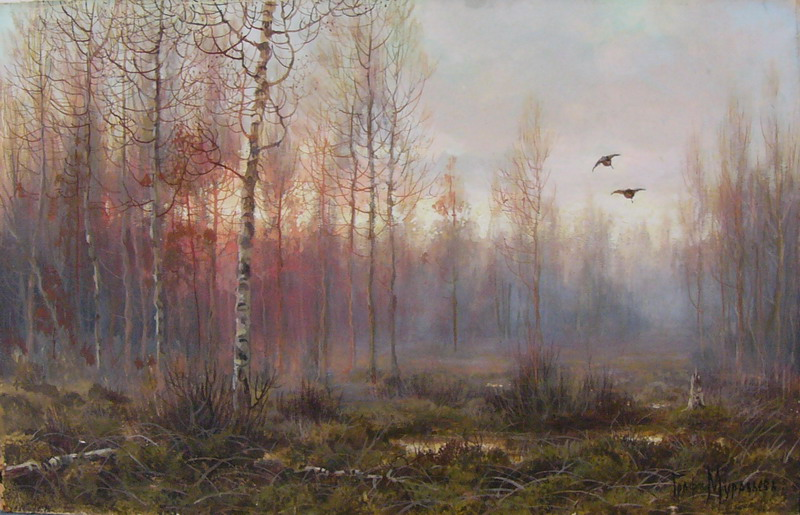
Пейзаж с утками
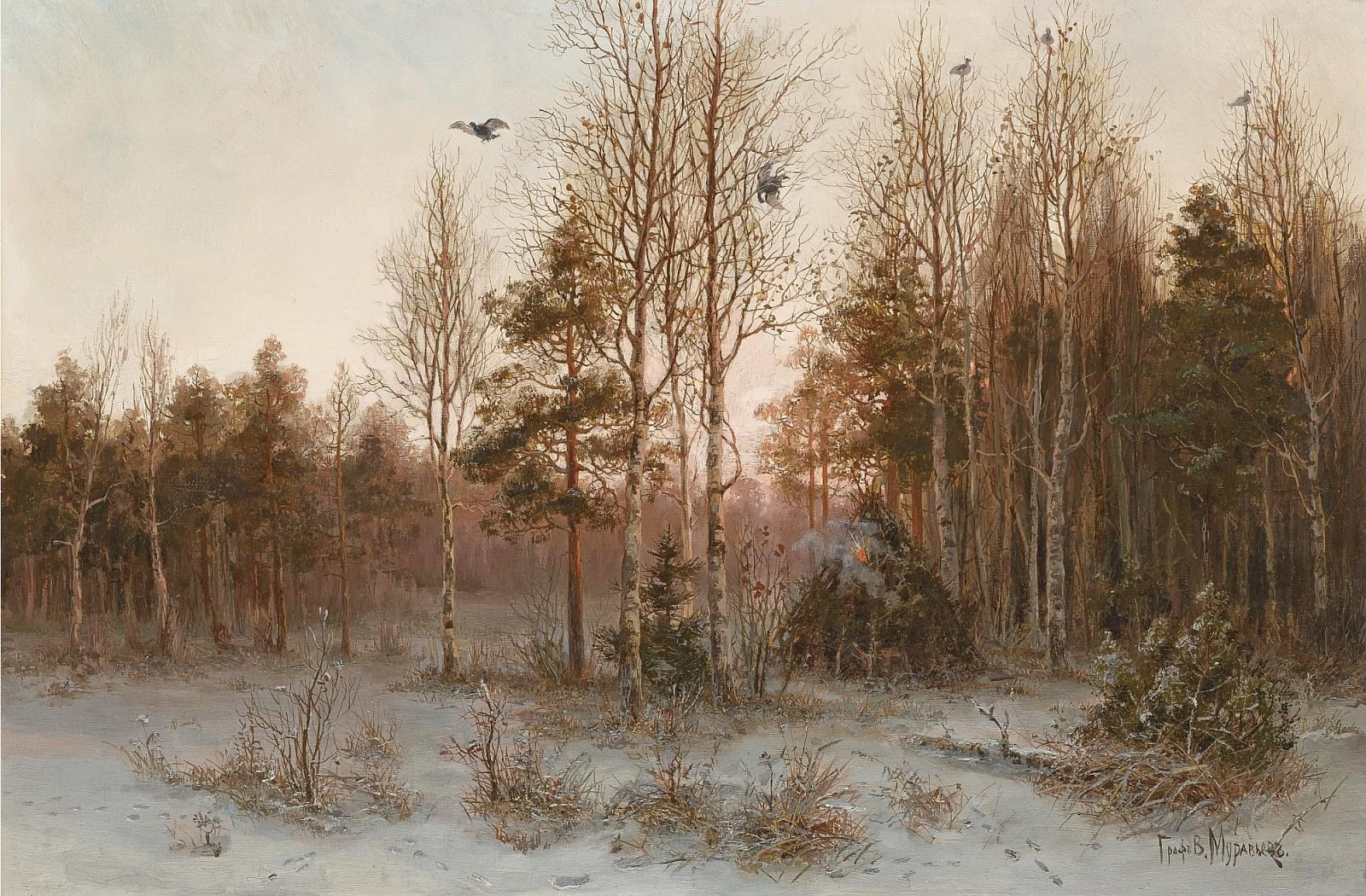
Лес в сумерках